# Élisabeth Laville
Pour les articles homonymes, voir Laville.
 (mai 2014).
Élisabeth Laville est une experte de la responsabilité sociétale des entreprises.

## Biographie
Diplômée d'HEC en 1988, elle a créé en 1993 le cabinet de conseil Utopies, spécialisé dans le conseil en développement durable aux entreprises, une première en France. Elle a siégé au comité d'administration de Nature et Découvertes de 2008 à la revente de l’enseigne au groupe Fnac-Darty en 2019. Après qu’Utopies est devenu la première entreprise certifiée B Corp en France fin 2014, elle a lancé en France le mouvement et le label B Corp - dont Utopies a été «country partner» jusqu’à la création de l’association B Lab France en 2019. Elle est membre du conseil d’administration de B Lab France depuis cette date.
Elle est aussi à l’origine des projets Graines de Changement (qui met en avant les « entrepreneurs du meilleur ») et mescoursespourlaplanete.com (qui informe sur les solutions de consommation responsable) et a publié plusieurs ouvrages.

## Ouvrages
- 2002 : L'entreprise verte : Le développement durable change l'entreprise pour changer le monde, éditions Village mondial,  (ISBN 978-2744062230)
- 2004 : Un métier pour la planète... et surtout pour moi ! : Guide pratique des carrières du développement durable, avec Marie Balmain, éditions Village mondial,  (ISBN 978-2744061042)
- 2004 : Starck, avec Ed Mae Cooper, Pierre Doze, Taschen
- 2006 : Banque et développement durable : de la communication à l'action, avec Marlène Morin, L'Harmattan
- 2006 : Achetons responsable ! : Mieux consommer dans le respect des hommes et de la nature, avec Marie Balmain, Seuil  (ISBN 978-2020847070)
- 2007 : Un régime pour la planète - Allégez l'impact écologique de votre alimentation en 1 mois seulement, avec Marie Balmain, éditions Village mondial  (ISBN 978-2744062827)
- 2008 : La vie en vert : Enfants, mode, maison, bureau, loisirs : guide des choix écologiques au quotidien, éditions Village mondial  (ISBN 978-2709819985)
- 2009 : Guide des labels de la consommation responsable : Tous les labels pour mieux consommer, éditions Village mondial  (ISBN 978-2744064104)
- 2014 : Vers une consommation heureuse, Allary éditions  (ISBN 978-2370730336)[6];
- 2019 : Les Marques Positives, Pearson France  (ISBN 978-27440-67365).
- 2022 : La Révolution B Corp, Pearson France  (ISBN 978-2-7440-6788-4)

## Prix
- 2003 : Prix Synapsis du livre de management pour L'entreprise verte
- 2008 : Prix Veuve Clicquot de la Femme d'affaires de l'année[7]

## Décorations
- Chevalier de la Légion d'honneur Elle est faite chevalier le 31 janvier 2008[8].
- Officier de l'ordre national du Mérite Elle est directement faite officier le 29 mai 2019[9].